# Palazzo Municipale (Messina)
Il Palazzo Municipale è stato un edificio della città di Messina, in stile classico opera di Giacomo Minutoli con la collaborazione di Antonio Tardì e Andrea Arena, realizzato nel 1820. Rimasto in piedi a seguito del terremoto del 1908, soffrì per l'incendio propagatosi dall'Hotel Trinacria. L'incendio si diffuse in breve all'edificio pubblico trovandovi facile esca nel materiale degli archivi. Dopo aspre polemiche se ne decise la distruzione mediante dinamite.

## Profilo e storia dell'architettura
Il palazzo municipale faceva parte della Palazzata. Esso fu completato nel 1820 e presenta un duplice prospetto.
Il prospetto posteriore, si affaccia sul mare ed è riconoscibile dall'inconfondibile motivo del monumentale colonnato di ordine ionico, motivo palladiano, che orna il prospetto posteriore. È un prospetto a tre elevazioni, su un enorme zoccolo bugnato nel quale si aprono finestre protette da inferriate, poggiano colonne in pietra di ordine ionico che si estendono per i due piani superiori fino a sostenere il cornicione, tra le colonne vi sono due ordini di balconi, a petto per il primo piano, sporgenti ed ornati al secondo. Il susseguirsi del colonnato conferisce alla fabbrica un aspetto classico ed austero.
Il prospetto anteriore prospiciente la piazza Municipio in Via Garibaldi ha un prospetto con il rigido schema dei due ordini. Un primo ordine con sei colonne, capitelli e paraste di ordine dorica in basso, ed un secondo di ordine ionica in alto. Le colonne aprono cinque arcate nel centro inferiore, dalle quali si accede in un cortile che per altra arcata da nella Marina. Il cortile è recinto di portici già destinati a convegno dei mercanti per trattarvi i loro affari di commercio. Ai piani superiori si va per due scale, una a destra modesta ma commoda, l'altra a sinistra ricca e ben messa, tutta di bianco marmo con balaustre e adorna della colossale statua raffigurante 'Messina' del Prinzi.
- Casa della Società della Borsa, edificio adiacente.

## Galleria d'immagini

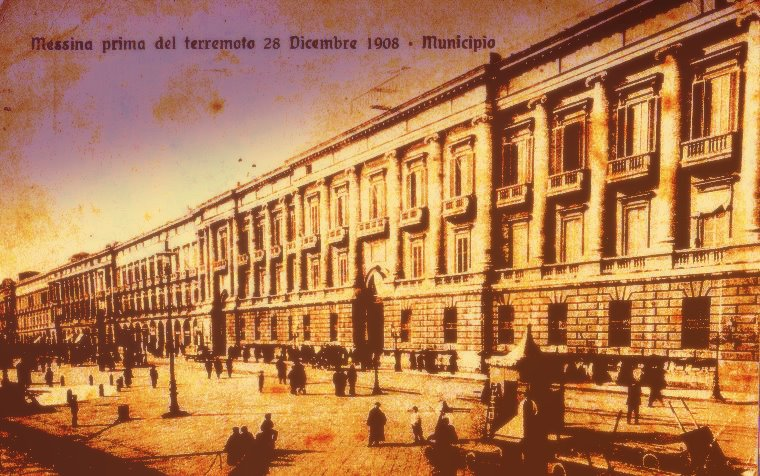
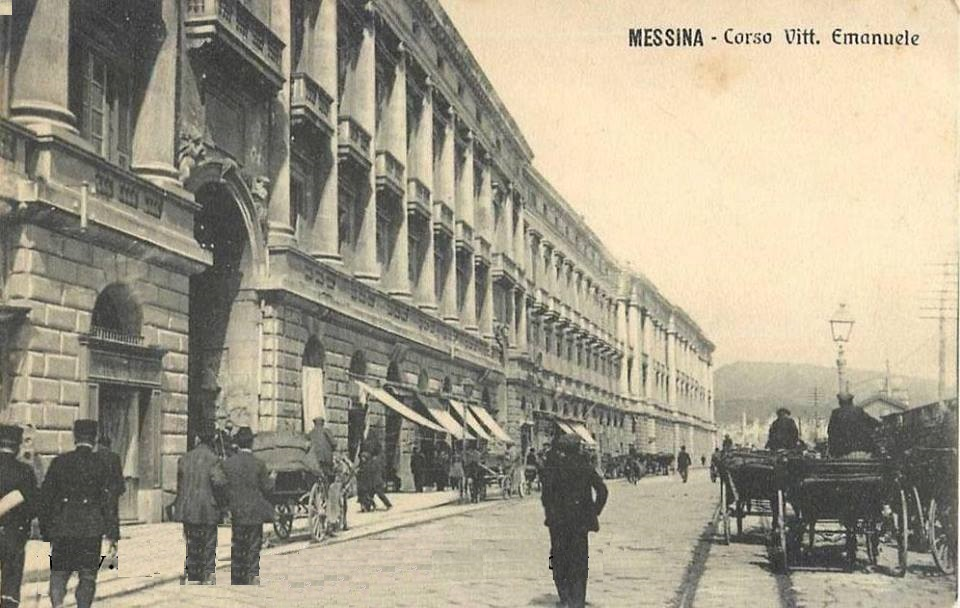
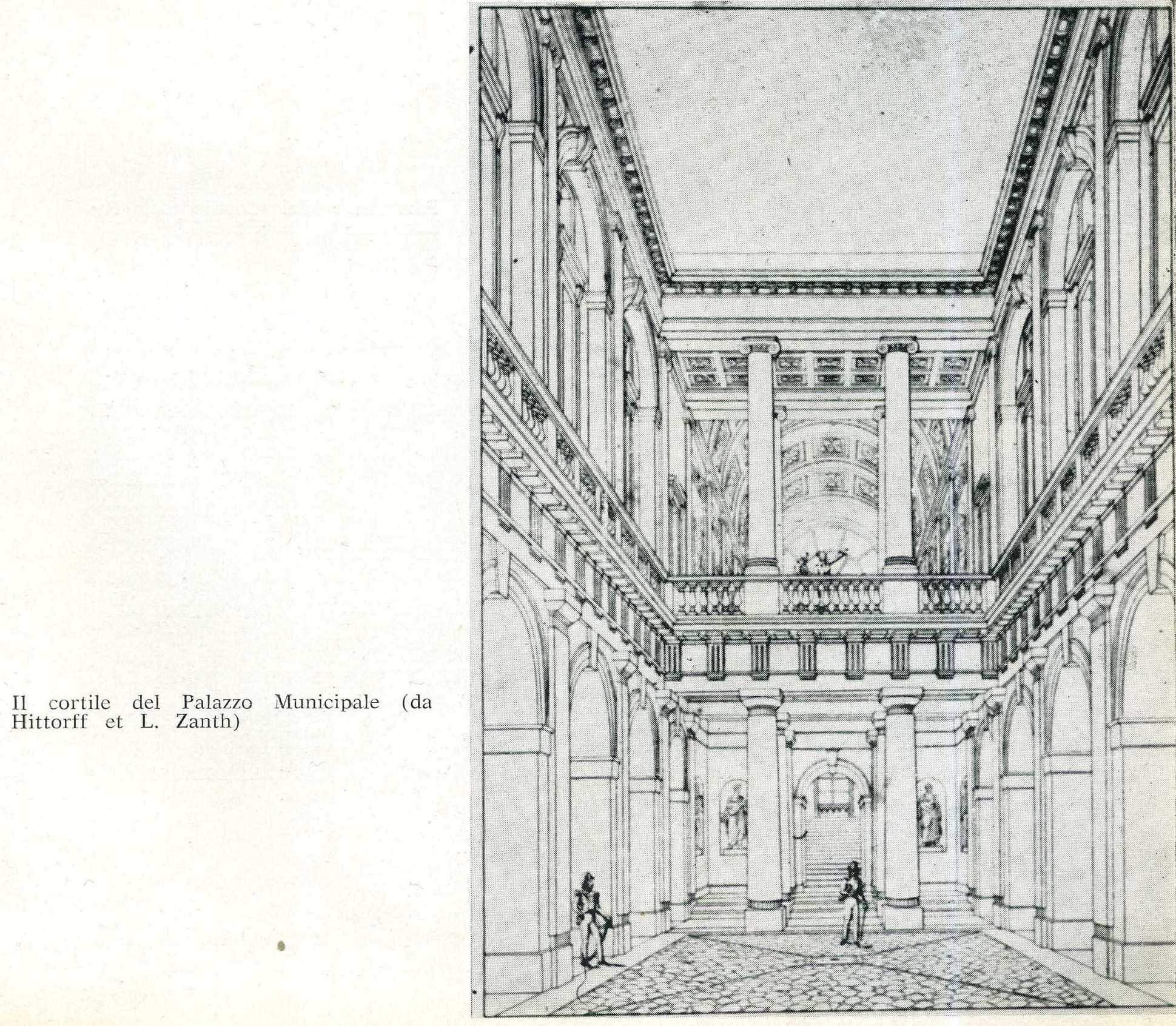
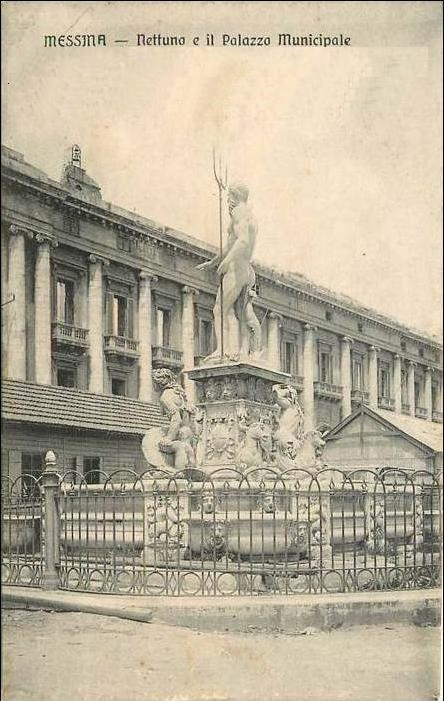
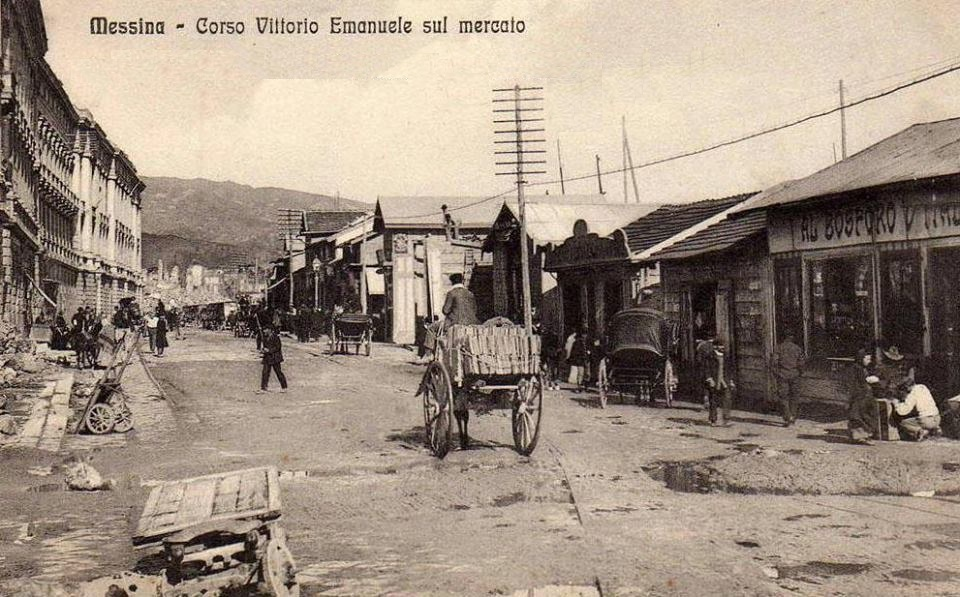
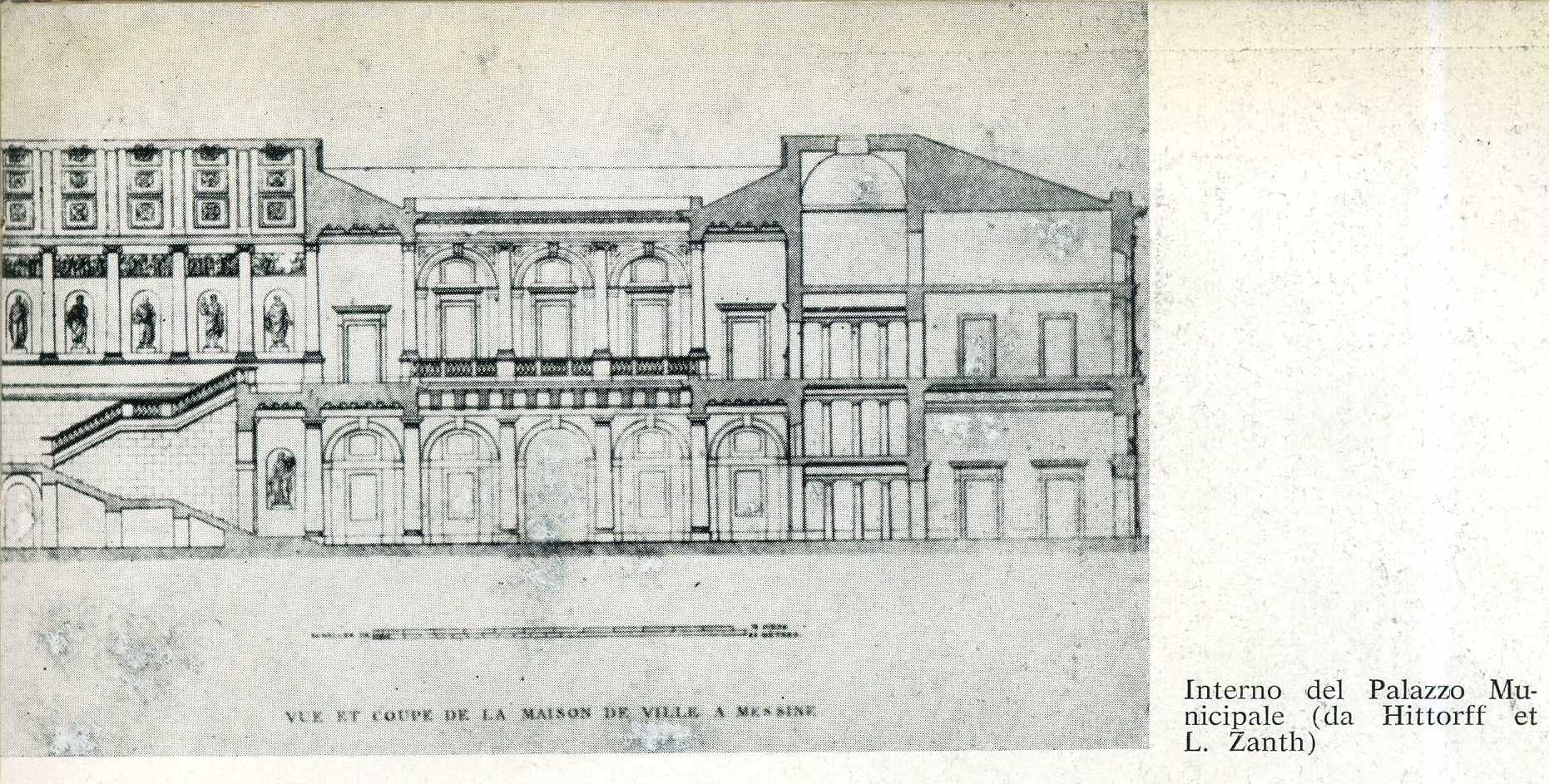